# ダイレクト・ボックス
ダイレクト・ボックス とは、電気楽器および電子楽器をミキシング・コンソールに接続するために用いるインピーダンス変換器である。レコーディングの現場などにおいて機器の間のインピーダンスの相違を調節し、直接（＝スピーカーとマイクを介さないという意味）つなぐ目的で用いられる。しばしばDI （ディー・アイ）とも呼ばれる。

## 開発経緯
楽器ごとの音の分離を明確にする録音手法及び音楽の低域方向へのレンジ拡大に伴い、楽器用アンプから再生される音をマイクで拾って収録する技法に限界を感じたエンジニアが、エレキベースやエレキギターなどの電気楽器をミキシング・コンソールやヘッド・アンプなどへ直結つないで録音（いわゆるライン録り）するために開発された。その後、ピックアップから出力される楽器本体のサウンドを、よりクリアに収録するための方法として広くスタジオなどに普及した。

## 録音現場での使用例
1960年代中頃のイギリスでは4トラック・レコーダーでのレコーディングが一般的で、ビートルズをはじめとする当時のバンドはトラック数が足りなくなるたびにリダクション・ミックス（バウンス、いわゆるピンポン録音）することによってトラックの空きを作っていた。だが、その作業を繰り返す内に最初にリズム隊として録音されるベースギターの音は数回にわたりコピーを繰り返されることになってしまい、ミキシングする頃には「輪郭がぼやけた音」になってしまっていた。この問題に対処するため、ジョージ・マーティンとジェフ・エメリックからの要請を受けたアビー・ロードの技術陣が、録音コンソールやヘッド・アンプ、またはテープレコーダーにエレキ・ベースやエレキ・ギターのハイ・インピーダンス出力のジャックから低インピーダンスの機器へ直接（ダイレクト）接続（インジェクション）出来る機器を製作した。この発明により、ミュージシャンやレコーディング・エンジニアの望むエッジが鋭い音色でレコーディングすることが可能になった。
一例として、ジョン・レノンが『レボリューション』のイントロで聴かせる思い切り歪んだディストーション・サウンドは、彼のエピフォン・カジノを2台のダイレクト・ボックス（より正確にはマイク・プリアンプ）を経由してミキシングコンソールに接続し、オーバーヒート寸前まで信号を飽和させることで作られた。また、アルバム「アビイ・ロード」収録の『ジ・エンド』で3廻り目と6廻り目のギター・ソロに登場するジョン・レノンのギター・サウンドもダイレクトボックスの賜物である。

## 原理と構成
ダイレクトボックスの機能はインピーダンス整合と不平衡→平衡変換の２つである。
エレキ・ギターのピックアップのインピーダンスは数百kΩ～数MΩ程度であり、マイクやライン入出力のインピーダンス数百Ω～数十kΩにくらべて著しく大きい。そのまま接続するとマイク音声等に比べて低レベルの入力信号となり、これを増幅するために雑音の影響が大きくなる。またインピーダンス不整合はなんらかの周波数特性をともなうため、音色の変化も生じうる。ダイレクトボックスはギターピックアップに合わせた高インピーダンスの入力と低インピーダンスの出力となっており、周波数特性に配慮したインピーダンス変換器である。
同時に、伝送経路でのノイズを取り除ける平衡信号へ変換する。平衡信号への変換はエレキ・ギター/ベースに限らず、電子キーボードや家庭用ステレオ機器などの出力音声を長距離伝送する場合に有効である。
エフェクターではないため基本的には音色の変化はないように設計されるが、実際には回路素子の特性からなんらかの音色の変化はある。使用者はこれを利用して選ぶこともある。回路素子もトランス、オペアンプあるいは真空管など多様である。なお、インピーダンス変換のみで平衡出力を持たない機種についてはダイレクトボックスとは言わずにプリアンプ/バッファーアンプと呼称する場合がある。

### パッシブ型
初期のものはインピーダンス変換と不平衡平衡変換を1個のトランスで兼ねる構成であった。この構成は電源不要で構造がシンプルであるが、入力インピーダンスをある程度以上に高くできないという難点がある。この構成をパッシブ（受動）型と呼ぶ。同様の回路はSURE-SM58のようなダイナミックマイクの中にも見られる。

### アクティブ型
後に入力インピーダンスを高くするために入力段に真空管やFETなどによるアンプを用いた構成が一般的となった。現在ではこのタイプが主流である。このタイプの出力側はトランスもしくは電子平衡出力となっている。この構成をアクティブ（能動）型と呼ぶ。外部電源に接続するほか乾電池やファンタム電源（出力側の信号経路から供給される）の製品がある。

## 付加機能
- 入力スルージャック

入力ジャックと並列に接続され、楽器出力を分岐して楽器用アンプなどへ接続するために用いる。または、チューナーなどの周辺機器を接続する場合にも使われる。
- グラウンドリフトスイッチ

ダイレクトボックスのフレームグラウンドが楽器用アンプなどと触れている場合に、接地された商用電源コンセントなどとミキサーとの間でお互いの接地の電位が一致しないなどの理由でグラウンドループによるハムノイズが発生することがある。この場合にXLRタイプコネクターの1番ピン(GND)を切り離すか入力側の回路をフレームグラウンドから切り離すことでグラウンドループを回避する。
機種によって手法が異なる場合があるので使用の際は仕様を確認しておくことが望ましい。
- 位相反転スイッチ

バランス出力の極性を切り替える。
- フィルター

低域あるいは高域をカットする機能である。カットオフ周波数は固定（あるいは選択式）の構成が一般的だが連続可変式の機種もある。
- PAD（減衰器）

トランスあるいはダイレクトボックス内のヘッドアンプが飽和しないように挿入される減衰器である。
機種によっては楽器用アンプのスピーカー出力を減衰可能な構成になっているものもあるが、仕様を確認して回路が焼損しないように注意する必要がある。
- ゲイン切り替え

ダイレクトボックス内部で増幅度を持つタイプが有り、増幅度を可変出来るようになっている機種がある。